# Ourazovo
Ourazovo est une ville du sud-ouest de Russie d'Europe, située dans l’oblast de Belgorod et qui appartient administrativement au raïon de Valouïki.
En 2010, la ville comptait 6 895 habitants.

## Histoire
Le 7 octobre 2023, durant la invasion de l'Ukraine par la Russie, le gouverneur de la région de Belgorod (ru), Viatcheslav Gladkov, indique que « des forces armées ukrainiennes ont frappé le village d'Ourazovo, avec des missiles Grad ».